# Máfia albanesa
A máfia albanesa ou crime organizado albanês (em albanês:  mafia Shqiptare) são termos geralmente utilizados para organizações criminosas com base na Albânia ou compostas de pessoas de etnia albanesa. O crime organizado albanês está ativo na Albânia, nos Estados Unidos e países da União Europeia (UE), participando de uma grande variedade de atividades criminosas, incluindo tráfico de drogas, tráfico humano e o tráfico de armas. O cenário criminoso albanês é caracterizado por planos criminosos diversificados que, por sua complexidade, apresentam uma das maiores capacidades criminosas do mundo. Só na Albânia, há mais de 15 famílias mafiosas que controlam o crime organizado. De acordo com relatórios do Wikileaks, a máfia albanesa monopolizado várias filiações internacionais, com uma área de atuação que vai desde Israel a leste à América do Sul a oeste. Estes relatórios indicam principalmente uma forte ligação entre políticos e várias famílias mafiosas albanesas. De acordo com o Instituto de Pesquisa de Estudos Europeus e Americanos (RIEAS), organizações criminosas albanesas são na verdade organizações híbridas (vários setores da sociedade), muitas vezes envolvidas tanto em atividades criminosas como políticas. 